# Unterseeboot UB-32
Pour les autres navires du même nom, voir Unterseeboot 32.
L'Unterseeboot UB-32 est un sous-marin (U-Boot) allemand de type UB II utilisé par la Kaiserliche Marine pendant la Première Guerre mondiale. Le sous-marin a été commandé le 22 juillet 1915 et lancé le 4 décembre 1915. Il a été mis en service dans la marine impériale allemande le 11 avril 1916.
Le sous-marin a coulé 22 navires en 16 patrouilles. Il a été entendu pour la dernière fois le 17 septembre 1917 et a peut-être été bombardé et coulé par des avions du Royal Naval Air Service dans la Manche le 22 septembre 1917. L’épave a été retrouvée dans les années 1980, mais n’a été identifiée comme l'UB-32 qu’en 2021.

## Conception
Sous-marin de type UB II, l'UB-32 avait un déplacement de 274 tonnes en surface et de 303 tonnes en immersion. Il avait une longueur hors tout de 36,90 m, une largeur de 4,37 m et un tirant d'eau de 3,69 m. Le sous-marin était propulsé par deux moteurs Diesel Benz à six cylindres à quatre temps produisant 270 chevaux (200 kW), deux moteurs électriques Siemens-Schuckert produisant 280 chevaux (210 kW) et un arbre d'hélice. Il était capable d’opérer à une profondeur allant jusqu’à 50 mètres.
La vitesse maximale du sous-marin était de 9,06 nœuds (16,78 km/h) en surface et de 5,71 nœuds (10,57 km/h) en immersion. Lorsqu’il était en surface, il pouvait parcourir 7030 milles marins (13020 km) à 5 nœuds (9,3 km/h), et en immersion, 45 milles marins (83 km) à 4 nœuds (7,4 km/h). L’UB-32 était armé de deux tubes lance-torpilles de 500 mm à l’avant, de quatre torpilles et d’un canon de pont SK L/30 de 88 mm. Il avait un effectif de vingt-et-un membres d’équipage et deux officiers, et un temps de plongée de 42 secondes.

## Affectations
- Flottille de la Baltique : du 25 mai 1916 au 24 février 1917
- Flottilles des Flandres : du 24 février au 22 septembre 1917

## Commandants
- Kapitänleutnant Ludwig Karl Sahl[3] : du 11 avril au 4 décembre 1916
- Oberleutnant zur See Karl Ruprecht[4] : du 5 décembre 1916 au 24 février 1917
- Kptlt. Max Viebeg[5] : du 25 février au 5 août 1917
- Oblt.z.S. Benno von Ditfurth[6] : du 6 août au 22 septembre 1917

## Navires coulés
| Date           | Nom                    | Nationalité    | Tonnage | Destin    |
| -------------- | ---------------------- | -------------- | ------- | --------- |
| 13 mars 1917   | Comrades               | United Kingdom | 58      | Coulé     |
| 13 mars 1917   | De Tien Kinders        | Belgique       | 44      | Coulé     |
| 13 mars 1917   | Gold Seeker            | United Kingdom | 62      | Coulé     |
| 30 mars 1917   | HMS Penshurst          | Royal Navy     | 1191    | Endommagé |
| 31 mars 1917   | Boaz                   | United Kingdom | 111     | Coulé     |
| 31 mars 1917   | Gippeswic              | United Kingdom | 116     | Coulé     |
| 31 mars 1917   | HMHS Gloucester Castle | Royal Navy     | 7999    | Endommagé |
| 31 mars 1917   | Queen Louise           | United Kingdom | 4879    | Endommagé |
| 1 avril 1917   | Endymion               | United Kingdom | 73      | Coulé     |
| 4 avril 1917   | Parana                 | Brésil         | 4461    | Coulé     |
| 5 avril 1917   | Ernest Legouve         | France         | 2246    | Coulé     |
| 24 avril 1917  | Marie Blanche          | France         | 359     | Coulé     |
| 25 avril 1917  | Ballarat               | United Kingdom | 11120   | Coulé     |
| 27 avril 1917  | Alfalfa                | United Kingdom | 2993    | Coulé     |
| 27 avril 1917  | Beemah                 | United Kingdom | 4750    | Coulé     |
| 28 avril 1917  | Pursue                 | United Kingdom | 37      | Coulé     |
| 29 avril 1917  | Ellen Harrison         | United Kingdom | 103     | Coulé     |
| 29 avril 1917  | Mermaid                | United Kingdom | 76      | Coulé     |
| 30 avril 1917  | Portbail               | France         | 378     | Coulé     |
| 8 juin 1917    | Vinaes                 | Norvège        | 1107    | Coulé     |
| 11 juin 1917   | Mar Cor                | Italie         | 3257    | Coulé     |
| 12 juin 1917   | South Point            | United Kingdom | 4258    | Coulé     |
| 14 juin 1917   | Vigoureuse             | France         | 152     | Coulé     |
| 5 juillet 1917 | Havbris                | Norvège        | 677     | Coulé     |
| 6 juillet 1917 | Wabasha                | United Kingdom | 5864    | Endommagé |
| 26 août 1917   | Feltre                 | Italie         | 6455    | Coulé     |

## Épave et son identification comme l’UB-32
Dans les années 1980, une épave a été découverte par le Service hydrographique flamand à environ 50 kilomètres de la côte belge et a été mise sur la carte sous le numéro B140/225. En 2009, des plongées approfondies ont été effectuées et il est devenu clair qu’il s’agissait des restes d’un sous-marin. L’épave est à une profondeur maximale de 41 mètres et elle repose sur son côté bâbord. Les vestiges s’étendent sur une longueur d’environ 35 mètres, avec une largeur de 5 mètres. Le point culminant est le kiosque, qui s’élève à environ 6 mètres au-dessus du fond marin. Le sous-marin est intact depuis la poupe jusqu’à environ 2 mètres devant le kiosque. La proue a été complètement détruite, apparemment par un impact violent, et elle semble avoir été écrasée par le haut, la coque se fendant en deux dans le sens de la longueur. À 20 mètres de la proue sur le côté bâbord se trouvent deux gros fragments, des morceaux de la coque pressurisée du sous-marin, probablement des 2 gouvernails de profondeur avant. Les 2 périscopes ont été rétractés et il est frappant de constater que les têtes des périscopes, avec le couvercle, l’oculaire et le verre, se sont fissurées. La poupe du sous-marin était partiellement recouverte de filets et de cordes perdus. Après qu’ils aient été partiellement retirés, l’hélice tribord en bronze du sous-marin a été retrouvée. Sur celle-ci se trouvait l’inscription : "B & V, 1150 mm, 660, Projiz Flache 8416, Mangan Bronze, STB Schiffsschr. 6, UB.32". Après quelques fouilles, l’hélice bâbord a également pu être trouvée. Le fait que le sous-marin ait deux hélices indique clairement qu’il s’agit d’un sous-marin de type UB-II.
Les dommages qui sont clairement visibles sur l’épave confirment que l'UB-32 a coulé par un violent impact d’en haut. Le fait que deux écoutilles aient été fermées et que les deux périscopes aient été rétractés peut indiquer que l'UB-32 était immergé ou en plongée lorsqu’il a été touché. La proue avec les logements pour l’équipage, la salle des torpilles et le compartiment des batteries, a été complètement démolie. Ces dommages ne peuvent pas être dus à l’explosion d’une mine. Les mines entraînent généralement une proue ou une poupe soufflée, une fissure dans la coque ou une bosse importante sur le dessous de la coque. Avec cette épave, il est clair qu’un impact sur le sous-marin a conduit à l’apparence « comprimée » de l’épave. Le pont supérieur semble s’être divisé en deux. Des fragments relativement gros ont également été trouvés à distance de l’épave, tels que les morceaux de tôle des gouvernails de profondeur avant. Tout cela indique une explosion majeure, peut-être suivie d’une deuxième explosion interne. La force qui a été développée était si grande qu’elle a fait exploser les fragments et les deux têtes de périscope. Une explosion aussi violente peut être causée par une grenade anti-sous-marine ou une bombe d’avion, ou par l’impact d’une torpille. Cela semble corroborer quelque peu les affirmations britanniques selon lesquelles le sous-marin a été coulé par un avion.